# Copa das Nações UNCAF de 1995
A Copa das Nações UNCAF 1995 foi a terceira edição do torneio, disputado em San Salvador, El Salvador entre os dias 29 de novembro e 10 de dezembro. O torneio serviu de classificação para a Copa Ouro da CONCACAF 1996.
A seleção hondurenha foi campeã pela segunda vez consecutiva.

## Fase preliminar
| 22 de outubro 1995 | Panamá                | 2 - 0 | Nicarágua | Cidade do Panamá, Panamá           |
|                    | Pino 67' · Medina 89' |       |           | Público: 1,500 Árbitro: CRC Mejias |

| 29 de outubro 1995 | Nicarágua | 0 - 5 | Panamá                                        | Diriamba, Nicarágua                |
|                    |           |       | Sánchez 18' · Pino 48', 50', 62' · Quiroz 75' | Público: 5,000 Árbitro: CRC Méndez |

## Fase de Grupos

### Grupo A
| Time        | Pts | Col | V | E | D | GF | GC | SG |
| ----------- | --- | --- | - | - | - | -- | -- | -- |
| El Salvador | 6   | 2   | 2 | 0 | 0 | 5  | 1  | +4 |
| Costa Rica  | 3   | 2   | 1 | 0 | 1 | 3  | 3  | 0  |
| Belize      | 0   | 2   | 0 | 0 | 2 | 1  | 5  | -4 |

| 29 de novembro 1995 | El Salvador                                       | 3 - 0 | Belize | San Salvador                        |
|                     | Cienfuegos 55' · Rivera 58' (pen) · Díaz Arce 76' |       |        | Público: 12,244 Árbitro: HON Burgos |

| 1º de dezembro 1995 | Costa Rica              | 2 - 1 | Belize      | San Salvador                        |
|                     | Fonseca 8' · Wright 66' |       | Mcauley 27' | Público: 1,319 Árbitro: GUA Morales |

| 3 de dezembro 1995 | El Salvador                 | 2 - 1 | Costa Rica  | San Salvador                         |
|                    | Rivera 62' · Cienfuegos 82' |       | Morales 32' | Público: 33,715 Árbitro: PAN Pedroza |

### Grupo B
| Time      | Pts | Col | V | E | D | GF | GC | SG |
| --------- | --- | --- | - | - | - | -- | -- | -- |
| Honduras  | 6   | 2   | 2 | 0 | 0 | 4  | 0  | +4 |
| Guatemala | 3   | 2   | 1 | 0 | 1 | 1  | 2  | -1 |
| Panamá    | 0   | 2   | 0 | 0 | 2 | 0  | 3  | -3 |

| 29 de novembro 1995 | Honduras               | 2 - 0 | Panamá | Santa Ana                             |
|                     | Pineda 25' · Pavón 75' |       |        | Público: 5,000 Árbitro: ESA Rodríguez |

| 1º de dezembro 1995 | Panamá | 0 - 1 | Guatemala       | Santa Ana                          |
|                     |        |       | Julio Rodas 21' | Público: 2,000 Árbitro: CRC Mejias |

| 3 de dezembro 1995 | Honduras              | 2 - 0 | Guatemala | Santa Ana                           |
|                    | Suazo 47' · Núñez 89' |       |           | Público: 2,161 Árbitro: BLZ Bennett |

## Semifinais
| 7 de dezembro 1995 | Honduras     | 1 - 1 (4 - 2 pen) | Costa Rica  | San Salvador   |
|                    | Williams 55' |                   | Fonseca 60' | Público: 5,000 |

| 7 de dezembro 1995 | El Salvador | 0 - 1 | Guatemala | San Salvador    |
|                    |             |       | Rodas 14' | Público: 30,000 |

## Decisão de 3º lugar
| 10 de dezembro 1995 | El Salvador                   | 2 - 1 | Costa Rica  | San Salvador    |
|                     | Díaz Arce 18' · Rodríguez 45' |       | Fonseca 72' | Público: 35,000 |

## Final
| 10 de dezembro 1995 | Honduras                  | 3 -0 | Guatemala | San Salvador    |
|                     | Núñez 1' · Pavón 25', 57' |      |           | Público: 10,000 |

Classificados para a Copa Ouro de 1996
- Honduras
- Guatemala
- El Salvador

| Copa das Nações UNCAF 1995 |
| -------------------------- |
| Honduras (Segundo Título)  |